# Watertoren (Fijnaart)
De watertoren in Fijnaart was ontworpen door architect Hendrik Sangster en werd gebouwd in 1925.
De watertoren had een hoogte van 34,85 meter en een waterreservoir van 250 m³. De toren werd op 3 november 1944 tijdens de Tweede Wereldoorlog vernietigd door de Duitsers.
Na de bevrijding werd de watertoren niet herbouwd, maar werden de taken van deze toren en de watertoren in Dinteloord overgenomen door een enkele nieuwe watertoren in Stampersgat.
De architect besteedde veel aandacht aan de vormgeving en stedenbouwkundige situering van zijn torens. Zo was de strakke, rechthoekige en asymmetrische toren van Fijnaart met de "achterzijde" naar de polder geplaatst en was de meest gedetailleerde zijde naar de weg op de dijk gekeerd.